# Лёкан
Лёка́н (фр. и окс. Leucamp) — коммуна во Франции, находится в регионе Овернь. Департамент — Канталь. Входит в состав кантона Монсальви. Округ коммуны — Орийак.
Код INSEE коммуны — 15103.
Коммуна расположена приблизительно в 460 км к югу от Парижа, в 120 км южнее Клермон-Феррана, в 18 км к юго-востоку от Орийака.

## Население
Население коммуны на 2008 год составляло 234 человека.
| 1962 | 1968 | 1975 | 1982 | 1990 | 1999 | 2008 |
| ---- | ---- | ---- | ---- | ---- | ---- | ---- |
| 288  | 312  | 292  | 280  | 263  | 237  | 234  |

## Экономика

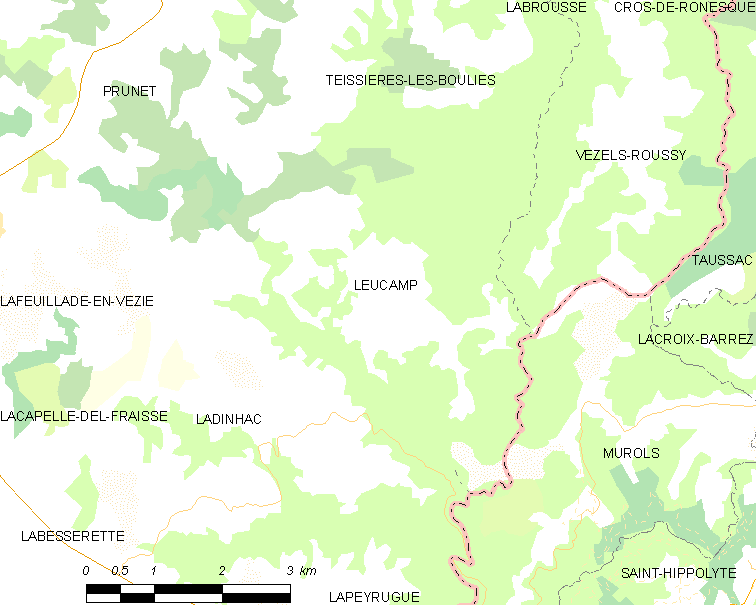
Карта коммуны

В 2007 году среди 142 человек в трудоспособном возрасте (15—64 лет) 93 были экономически активными, 49 — неактивными (показатель активности — 65,5 %, в 1999 году было 59,4 %). Из 93 активных работали 90 человек (52 мужчины и 38 женщин), безработных было 3 (2 мужчин и 1 женщина). Среди 49 неактивных 10 человек были учениками или студентами, 20 — пенсионерами, 19 были неактивными по другим причинам.